# Martin Hawkins
Martin William Hawkins (ur. 20 lutego 1888 w Szwecji, zm. 27 października 1959 w Portland) – amerykański lekkoatleta (płotkarz), medalista olimpijski z 1912.
Urodził się w Szwecji, a jego oryginalne nazwisko brzmiało Hakansson'
Na igrzyskach olimpijskich w 1912 w Sztokholmie zdobył brązowy medal w biegu na 110 metrów przez płotki, za swymi rodakami Fredem Kellym i Jamesem Wendellem.
Ukończył studia prawnicze na Uniwersytecie Oregonu. Pracował w Portland jako adwokat, a od 1940 był sędzią.